# 고재호 (기업인)
고재호(1955년 ~ )는 대한민국의 기업인이다. 2012년 4월부터 2015년 5월까지 대우조선해양 대표이사 사장으로 재직했다.

## 생애
1980년 대우조선공업에서 플랜트, 해양엽업을 시작으로, 2004년 대우조선해양 인사총무담당, 2012년부터 2015년까지 대우조선해양 선박사업부 부문장, 대우조선해양 사업부 부문장, 대우조선해양 사업총괄장, 대우조선해양 부사장, 대우조선해양 대표이사로 근무했다.

## 출신학교
- 경성고등학교.
- 고려대학교 법학과
- 카이스트 대학원 경영학

## 참조
1. ↑  고재호 대우조선해양 사장 “현장 직원들은 나의 가족과 같은 존재” 《뉴스웨이》, 2014년 3월 31일